# Андреев, Константин Константинович (химик)
Константин Константинович Андреев (1905—1964) — советский учёный-химик, доктор технических наук, профессор, лауреат Государственной премии СССР.

## Биография
Родился 28 февраля 1905 года[по какому календарю?] в Москве в семье врача.
В 1929 году окончил химический факультет Московского высшего технического училища имени Н. Э. Баумана, после чего работал там же: младший и старший ассистент, научный сотрудник.
С 1932 года работал в Ленинградском институте химической физики в качестве научного сотрудника; был заместителем начальника отдела взрывчатых веществ.
В 1935 году вернулся в Москву, преподавал в Московском химико-технологическом институте имени Д. И. Менделеева; 23 ноября 1935 года был утверждён профессором, а 8 мая 1943 года защитил докторскую диссертацию.
В годы Великой Отечественной войны находился в эвакуации в Узбекской ССР, где продолжал заниматься научной работой; был награждён Почётной грамотой Верховного Совета Узбекской ССР.
С 1949 года — декан специального факультета Московского химико-технологического института имени Д. И. Менделеева.
Умер 9 мая 1964 года, похоронен на Введенском кладбище Москвы (уч. 8).

## Публикации
Автор ряда научных и научно-популярных публикаций в области взрывчатых веществ, их изготовления и применения:
- Взрыв и взрывчатые вещества. — Москва: Воениздат, 1956. — 119 с. — (Научно-популярная б-ка солдата и матроса).
- Термическое разложение и горение взрывчатых веществ. — Москва; Ленинград: Госэнергоиздат, 1957. — 312 с. (2-е изд., (перераб. и доп.). — Москва: Наука, 1966. — 346 с., 1 л. портр.: ил.)
- Теория взрывчатых веществ: [Учебник для хим.-технол. специальностей вузов] / К. К. Андреев, А. Ф. Беляев. — Москва: Оборонгиз, 1960. — 595 с.
- Взрив и взривни вещества / Проф. К. К. Андреев; Прев. от рус. Кр. Крапачев. — София: Държ. военно изд-во, 1957. — 157 с. — (Научно-популярна военна библиотека).

## Семья
Женился на Евгении Михайловне Ларионовой. Их дети:
- Юрий Константинович
- Ольга Константиновна
- Олег Константинович, его дети: Анна Олеговна; Тимур Олегович (род. 18 июня 1971 года) — общественный деятель, экономист; с 2015 года — генеральный директор Корпорации Развития Московской области.

## Награды
Награждён орденами Красной Звезды (1944), «Знак Почёта» и Трудового Красного Знамени, медалями: «За доблестный труд в Вов 1941-1945 гг.» (1946), «В память 800-летия Москвы» (1948). Значки «Отличник соцсоревнования» НКУП (1942), НКХП (1944) и МСХМ (1950). Почётная Грамота Президиума Верховного Совета Узбекистана (январь 1942).
В 1971 году за цикл работ по термическому разложению, горению, детонации и работе взрыва конденсированных систем совместно с А. Ф. Беляевым посмертно ему была присуждена Государственная премия СССР в области науки и техники.